# Теория личности типов А и В
Теория личности типов А и В (англ. Type A and Type B personality theory) — теория, описывающая два контрастных типа личности. Согласно этой теории, более конкурентоспособные, высокоорганизованные, амбициозные, настойчивые, требовательные к управлению временем или энергичные личности относятся к типу А, а более спокойные, «чувствительные», менее «невротичные» и менее «беспокойные» личности — к типу В.
Два кардиолога, Мейер Фридман и Рэй Розенман, разработавшие эту теорию, пришли к выводу, что личности типа А имеют больше шансов на развитие ишемической болезни сердца. По результатам дальнейших исследований и значительных споров о роли финансирования табачной промышленностью ранних исследований в этой области, некоторые частично или полностью отвергают связь между личностью типа А и ишемической болезнью. Тем не менее, это исследование оказало значительное влияние на развитие области психологии здоровья, в которой психологи изучают, как психическое состояние человека влияет на его физическое здоровье.

## История
Поведение личности типа А было впервые описано как потенциальный фактор риска сердечных заболеваний в 1950-х годах кардиологами Мейером Фридманом и Рэем Розенманом. Своим открытием они обязаны обивщику, который обратил их внимание на то, что стулья в их залах ожидания были изношены только на подлокотниках и переднем крае сиденья. Это навело Фридмана и Розенмана на мысль, что их пациенты часто встают со стульев и в остальном ожидают с тревогой. После восьми с половиной лет исследования здоровых мужчин в возрасте от 35 до 59 лет Фридман и Розенман подсчитали, что поведение типа А более чем в два раза повышает риск развития ишемической болезни сердца у здоровых в остальном людей. За людьми, участвовавшими в этом исследовании, следили гораздо дольше, чем это было предусмотрено первоначальным сроком исследования. Участников попросили заполнить анкету, в которой были такие вопросы, как «Чувствуете ли вы себя виноватым, если используете свободное время для отдыха?» и «Обычно ли вы быстро двигаетесь, ходите и едите?» Последующий анализ показал, что хотя личность типа А связана с заболеваемостью ишемической болезнью сердца, она не является фактором риска смертности. Первоначально Фридман и Розенман назвали её «личностью типа А», теперь она концептуализирована как модель поведения типа А.

## Типы

### Тип A
Теория описывает людей типа А как общительных, амбициозных, организованных, с высоким статусом, нетерпеливых, тревожных, инициативных и озабоченных управлением временем. Люди с типом личности А часто являются трудоголиками, добивающимися высоких результатов. Они подгоняют себя сроками, ненавидят задержки и двойственность. Люди с типом личности А испытывают больше стресса, связанного с работой, и меньше удовлетворены работой. Они склонны возлагать на себя высокие ожидания и могут считать, что другие тоже возлагают на них такие же высокие ожидания. Интересно, что люди с типом личности А не всегда превосходят людей с типом личности В. В зависимости от задачи и чувства срочности и контроля времени, которое испытывает человек, это может привести к плохим результатам при принятии сложных решений. Однако исследования показали, что люди типа А в целом ассоциируются с более высокой производительностью и продуктивностью.[12] Более того, студенты типа А обычно получают более высокие оценки, чем студенты типа B. А преподаватели типа А оказались более продуктивными, чем их коллеги с типом B (Taylor, Locke, Lee, & Gist, 1984).
В своей книге 1996 года, посвященной экстремальному поведению типа А, «Поведение типа А: Диагностика и лечение» Фридман утверждает, что опасное поведение типа А выражается в трёх основных симптомах: (1) свободно плавающая враждебность, которая может быть вызвана даже незначительными инцидентами; (2) срочность и нетерпение, которые вызывают раздражение и недовольство, обычно описываемые как «короткое время»; и (3) стремление к конкуренции, которое вызывает стресс и менталитет, ориентированный на достижения. Считается, что первый из этих симптомов скрыт и поэтому менее заметен, в то время как два других проявляются более явно.
Считается, что люди типа А поспешны, нетерпеливы, импульсивны, гиперактивны, потенциально враждебны и злы. Исследования также показали, что личности типа А могут использоваться для борьбы с реальностью или избегания трудных осознаний. Например, одно исследование показало, что люди с типом личности А чаще демонстрируют более высокий уровень отрицания, чем люди типа В, в стрессовых ситуациях.
Существует два основных метода оценки поведения типа А: первый — структурированное интервью (SI), разработанное Фридманом и Розенманом, и второй — опросник активности Дженкинса (JAS). Оценка SI включает в себя измерение интервьюером эмоциональных, невербальных и вербальных реакций человека (экспрессивный стиль). JAS включает в себя самоопросник с тремя основными категориями: Скорость и нетерпеливость, вовлеченность в работу и жесткая конкурентоспособность.
Лица с типом личности А часто связаны с более высокими показателями ишемической болезни сердца, более высокими показателями заболеваемости и другими нежелательными физическими последствиями.

### Тип B
Тип B — это модель поведения, в которой отсутствуют черты типа A. Личность типа A-B — это континуум, на котором человек либо склоняется к типу A, либо не склоняется к типу A (тип B).
Теория заключается в том, что люди типа В живут в условиях более низкого уровня стресса. Они обычно работают стабильно и могут получать удовольствие от достижений, хотя у них больше склонности не обращать внимания на физический или психический стресс, когда они не добиваются успеха. Когда они сталкиваются с конкуренцией, они могут меньше концентрироваться на победе или поражении, чем их коллеги типа А, а больше на получении удовольствия от игры, независимо от победы или поражения. Личности типа В также чаще всего имеют более слабое чувство времени.
Личности типа В более терпимы, чем личности типа А. Это видно по их стилю отношений, который предпочитают представители высшего руководства. Личности типа В могут «…видеть вещи в глобальной перспективе, поощрять командную работу и проявлять терпение при принятии решений…».

### Взаимодействие между типами A и B
Склонность людей типа А к соперничеству и агрессии проявляется в их взаимодействии с другими людьми типа А и типа В. Играя в модифицированную игру «Дилемма заключённого», индивиды типа А вызывали больше соперничества и злости у оппонентов типа А и типа В, чем индивиды типа В. Индивиды типа А наказывали своих оппонентов типа А сильнее, чем оппоненты типа В, и сильнее, чем индивиды типа В, наказывали других индивидов типа В. Соперничество между индивидами типа А проявлялось в более агрессивном поведении при взаимодействии, включая первоначальные антисоциальные реакции, отказ от сотрудничества, словесные угрозы и поведенческие вызовы.
Распространённое заблуждение заключается в том, что личность типа А лучше, чем личность типа В. Это в значительной степени проявляется в трудовой деятельности, поскольку людей с типом личности А часто считают очень трудолюбивыми, высокомотивированными и конкурентоспособными, в то время как люди с типом личности В часто не испытывают чувства срочности в выполнении проектов и являются более расслабленными и покладистыми. В действительности оба типа личности необходимы и приносят на работу свой набор сильных сторон.

## Критика
Фридман и др. (1986) провели рандомизированное контролируемое исследование на 862 пациентах мужского и женского пола после инфаркта миокарда, исключив (по вероятностной эквивалентности) диету и другие препятствия. Испытуемые в контрольной группе получали групповые кардиологические консультации, испытуемые в лечебной группе получали кардиологические консультации плюс консультации типа А, а группа сравнения не получала никаких групповых консультаций. Частота рецидивов составила 21 % в контрольной группе и 13 % в группе лечения, что является сильным и статистически значимым (p < .005) результатом, в то время как в группе сравнения частота рецидивов составила 28 %. В исследованиях, последовавших за открытием Фридмана и Розенмана, поведение типа А сравнивалось с независимыми факторами коронарного риска, такими как гипертония и курение; в отличие от этого, результаты, полученные здесь, позволяют предположить, что негативные последствия для сердечно-сосудистого здоровья, связанные с личностью типа А, могут быть смягчены путём модификации моделей поведения типа А.

## Финансирование со стороны табачных компаний
Ещё больше дискредитируя так называемый абстрактный поведенческий паттерн типа А (TABP), исследование, проведенное в 2012 году на основе поиска в библиотеке документов Legacy Tobacco, предполагает, что феномен первоначально многообещающих результатов, за которыми следуют негативные выводы, частично объясняется участием табачной промышленности в исследованиях TABP с целью подорвать научные данные о курении и здоровье. Документы свидетельствуют, что примерно в 1959 году табачная промышленность впервые заинтересовалась TABP, когда Исследовательский комитет Института табака получил заявку на финансирование от Нью-Йоркского университета с целью изучения связи между курением и личностью. Интерес промышленности к TABP продолжался по меньшей мере четыре десятилетия до конца 1990-х годов, включая значительное финансирование ключевых исследователей, которым предлагалось доказать, что курение просто коррелирует с типом личности, склонным к ишемической болезни сердца (ИБС) и раку. Таким образом, до начала 1980-х годов стратегия индустрии заключалась в том, чтобы доказать, что риски курения обусловлены психологическими особенностями отдельных курильщиков, а не табачными изделиями, считая причины рака многофакторными, а стресс — одним из основных факторов. Philip Morris (сегодня Altria) и RJ Reynolds помогли создать значительные доказательства в поддержку этих утверждений, финансируя семинары и исследования, направленные на просвещение и изменение TABP для снижения риска ИБС и рака. Более того, Philip Morris в первую очередь финансировал Институт Мейера Фридмана, например, проведение «коронного» испытания эффективности снижения TABP, ожидаемые результаты которого могли бы дискредитировать исследования, связывающие курение с ИБС и раком, но не контролирующие поведение типа А.
В 1994 году Фридман направил письмо в Управление по охране труда США, в котором критиковал ограничения на курение в помещениях с целью снижения заболеваемости ИБС, утверждая, что доказательства остаются ненадёжными, поскольку они не учитывают такой важный фактор, как поведение типа А, хотя к тому времени TABP оказался значимым только в трёх из двенадцати исследований. Хотя это письмо, очевидно, не было оплачено, оно было одобрено и слепо скопировано в компанию Philip Morris, а Фридман (ошибочно) утверждал, что получил финансирование в основном от Национального института сердца, легких и крови.
Когда TABP окончательно утратила свою актуальность, компания Philip Morris поддержала исследование компонента враждебности, позволив вице-президенту Джетсону Линкольну объяснить летальность от пассивного курения стрессом, который испытывает некурящий супруг благодаря средствам массовой информации, утверждающим, что курящий супруг медленно убивает себя. При рассмотрении последнего обзора по TABP и ИБС в этом свете становится очевидной тесная связь с табачной промышленностью: из тринадцати этиологических исследований в обзоре только четыре дали положительные результаты, три из которых имели прямую или косвенную связь с промышленностью. Кроме того, в целом большинство исследований TABP не имели отношения к табачному лобби, но большинство исследований с положительными результатами имели. Более того, TABP использовалась в качестве защиты в судебном процессе, подобно психосоциальному стрессу. Таким образом, Петтикрю и др. доказали, что табачная промышленность в значительной степени способствовала возникновению научных разногласий по поводу TABP, способствуя (в светских кругах) устойчивой популярности и предубеждению в отношении личности типа А, хотя это было научно опровергнуто.

## Другие проблемы
Некоторые учёные утверждают, что поведение типа А не является хорошим предиктором ишемической болезни сердца. Согласно исследованиям Редфорда Уильямса из Дьюкского университета, компонент враждебности в личности типа А является единственным значимым фактором риска. Таким образом, именно высокий уровень выраженного гнева и враждебности, а не другие элементы поведения типа А, составляют проблему. Исследование, проведенное Хеккером и др. (1988), показало, что компонент «враждебность» в описании типа А предсказывает сердечные заболевания. С течением времени было проведено больше исследований, посвящённых различным компонентам поведения типа А, таким как враждебность, депрессия и тревожность, предсказывающим сердечные заболевания.
Первоначальное исследование, указавшее на связь личности типа А и сердечных приступов, содержало огромное количество вопросов. Когда вопросов много, высока вероятность ложноположительного результата. Исследование, проведенное Национальный институт США по проблемам старения, сардинскими и итальянскими учёными, а также биостатистиками из Мичиганского университета, специально проверяло прямую связь между ишемической болезнью сердца и типом личности А, и результаты показали, что такой связи не существует. Простое объяснение заключается в том, что первоначальный вывод был случайным из-за того, что рассматривалось множество вопросов. Возможно, эти соображения изменились.

## Другие исследования
Было проведено исследование (которое впоследствии было поставлено под сомнение из-за неправдоподобных результатов и признано небезопасной публикацией), в котором проверялось влияние психосоциальных переменных, в частности личности и стресса, как факторов риска развития рака и ишемической болезни сердца (ИБС). В этом исследовании были зафиксированы четыре типа личности. Тип 1 — склонный к раку, тип 2 — склонный к ИБС, тип 3 — чередующий поведение, характерное для типов 1 и 2, и тип 4 — здоровый, автономный тип, который, как предполагается, выживает лучше всех. Полученные данные свидетельствуют о том, что испытуемые типа 1 умирают в основном от рака, типа 2 — от ИБС, в то время как у испытуемых типа 3 и особенно типа 4 смертность значительно ниже. Были измерены ещё два типа — тип 5 и тип 6. Тип 5 — это рациональный антиэмоциональный тип, который демонстрирует характеристики, общие с типами 1 и 2. Личность 6-го типа проявляет психопатические наклонности и склонна к наркомании и СПИДу.
В то время как большинство исследований пытаются показать взаимосвязь между типами личности и ишемической болезнью сердца, в исследованиях (которые впоследствии также были поставлены под сомнение из-за неправдоподобных результатов[40] и признаны небезопасными) было высказано предположение, что психические установки являются важным прогностическим фактором рака и что в качестве метода лечения пациентов, подверженных раку, следует использовать поведенческую терапию. Пациента учат более свободно выражать свои эмоции в социально приемлемой манере, становиться самостоятельным и уметь отстаивать свои права. Поведенческая терапия также научит их успешнее справляться с ситуациями, вызывающими стресс. Эффективность терапии в предотвращении смерти от рака и ИБС очевидна. Статистические данные, связанные с более высокими показателями смертности, впечатляют. Были предприняты попытки использовать и другие методы терапии, например групповую терапию. Эффект был не столь значительным, как от поведенческой терапии, но всё же показал улучшение в предотвращении смерти среди больных раком и ИБС.
Из приведенного выше исследования можно сделать несколько выводов. Существует связь между типом личности и раком, а также связь между типом личности и ишемической болезнью сердца. Тип личности выступает в качестве фактора риска развития заболеваний и синергетически взаимодействует с другими факторами риска, такими как курение и наследственность. Статистически доказано, что поведенческая терапия может значительно снизить вероятность смертности от рака или ишемической болезни сердца. Исследования показывают, что как телесные, так и психические заболевания возникают друг из друга. Психические расстройства возникают из-за физических причин, и точно так же физические расстройства возникают из-за психических причин. В то время как личность типа А не показала сильной прямой связи между своими качествами и причиной ишемической болезни сердца, другие типы личности продемонстрировали сильное влияние как на пациентов, склонных к раку, так и на тех, кто склонен к ишемической болезни сердца.
В исследовании, проведенном в International Journal of Behavioral Medicine, повторно изучалась связь между концепцией типа А и сердечно-сосудистой (ССЗ) и несердечно-сосудистой (не ССЗ) смертностью с помощью длительного наблюдения (в среднем 20,6 лет) за большой популяционной выборкой пожилых мужчин (N = 2 682), применения нескольких показателей типа А на исходном уровне и раздельного изучения ранних и поздних лет наблюдения. Исследуемая выборка состояла из участников исследования факторов риска ишемической болезни сердца в Куопио (Исследование факторов риска ишемической болезни сердца в Куопио, ИБСК), которое включало случайно отобранную репрезентативную выборку мужчин Восточной Финляндии в возрасте 42-60 лет на исходном уровне в 1980-х годах. За ними следили до конца 2011 года, связав с Национальным регистром смертности. Для оценки типа А в начале наблюдения использовались четыре самостоятельно заполняемые шкалы: Краткая рейтинговая шкала Бортнера, Фрамингемская шкала поведенческих паттернов типа А, Опросник активности Дженкинса и Финская шкала типа А. Показатели типа А были непоследовательно связаны с сердечно-сосудистой смертностью, и большинство ассоциаций были незначительными. Некоторые шкалы свидетельствовали о незначительном снижении, а не о повышении риска смерти от ССЗ в период наблюдения. Ассоциации с несердечно-сосудистой смертностью были ещё слабее. Результаты исследования также свидетельствуют о том, что нет никаких доказательств в пользу того, что тип А является фактором риска смертности от ССЗ и не ССЗ.

### Расстройство, связанное с употреблением психоактивных веществ
В исследовании 1998 года, проведенном Болл и др., они изучали различия между личностями типа А и типа В в зависимости от употребления психоактивных веществ. Результаты показали, что у личностей типа В были более серьёзные проблемы с расстройствами, связанными с употреблением психоактивных веществ, чем у личностей типа А. Ещё одним открытием в их исследовании стало то, что у большинства личностей типа В было диагностировано расстройство личности, чем у пользователей с личностью типа А. Личности типа В были оценены выше, чем личности типа А, по симптомам всех расстройств личности по DSM-IV, за исключением шизоидного расстройства личности.
Исследования, проведенные в рамках эксперимента, были проверены на 370 амбулаторных и стационарных пациентах, употреблявших алкоголь, кокаин и опиаты. Типы личности и различия были воспроизведены. Кроме того, в рамках личностных измерений типы А и В показали разные результаты. Личности типа А демонстрировали более высокие уровни согласованности, добросовестности, кооперативности и самонаправленности. Напротив, у личности типа B выше уровни невротизма, стремления к новизне и избегания вреда. Эти измерения могут иметь высокий уровень корреляции с психическими заболеваниями или расстройствами, связанными с употреблением психоактивных веществ. Более того, даже при наличии антисоциальной личности и психиатрических симптомов эти эффекты сохранялись.